# 洛里贝尔德
洛里贝尔德，亚美尼亚洛里州的一个村庄，位于斯捷潘納萬的东侧，海拔1379米。
中世纪“洛里贝尔德”堡垒位于该村庄附近，坐落在佐拉盖特河和塔希尔河切割的深峡谷沿岸的一个半岛上。